# Íngrid Pons i Molina
Íngrid Pons Molina (Montgat, 27 de febrer de 1975) és una exjugadora de bàsquet catalana.
Formada al CE Mireia de Montgat, jugava en la posició de pivot. L'any 1988 va fitxar pel centre formatiu Segle XXI, coincidint amb altres jugadores com Betty Cebrián o Marina Ferragut. Va debutar a la Primera divisió amb l'Universitari de Barcelona l'any 1992, amb el qual jugà sis temporades. El 1998 va fitxar pel Dorna Godella, posteriorment Ros Casares, amb el qual guanyà tres Copes de la Reina i tres Lligues espanyoles. Tornà a l'Universitari-FC Barcelona la temporada 2004-05, guanyant una altra Lliga espanyola i una de catalana. Després de la dissolució del club, fitxà pel Club Bàsquet Puig d'en Valls d'Eivissa, on finalitzà la seva carrera esportiva. Internacional amb la selecció espanyola de bàsquet en 127 ocasions, aconseguí dues medalles de bronze als Campionat d'Europa de bàsquet femení de 2001 i 2003 i, a més, aconseguí el sisè lloc als Jocs Olímpics d'Atenes 2004.

## Palmarès
Clubs
- 4 Lligues espanyoles de bàsquet femenina: 2000-01, 2001-02, 2003-04, 2004-05
- 3 Copes espanyoles de bàsquet femenina: 2001-02, 2002-03, 2003-04
- 1 Lliga catalana de bàsquet femenina: 2005-06

Selecció espanyola
- 6è lloc als Jocs Olímpics d'Atenes 2004
- 2 medalles de bronze als Campionat d'Europa de bàsquet femení: 2001, 2003